# Petiveriaceae
Petiveriaceae là một họ thực vật có hoa trước đây được xếp vào phân họ Rivinoideae trong họ Phytolaccaceae. Họ này bao gồm chín chi, với khoảng 20 loài đã biết. 